# Valentin Bresle
Œuvres principales
- Le charme poétique (3 tomes) (1930-32)
- Les parfums et leurs influences magiques (1942)
- Le tarot révélé dans son intégralité (1949)
- Thesaurus sapientiae et magiae (1960-...)

Valentin Bresle, né le 11 juin 1892 à Lille et mort à Carquefou le 14 décembre 1978, est un libraire, éditeur, écrivain et occultiste français.

## Biographie
Surnommé Le Grand Chêne des Flandres, il est d'abord, dans les années 1920, libraire-éditeur, rue de Solférino à Lille. Il édite le bulletin Bibliologia puis dirige la revue franco-flamande Mercure de Flandre (1923-1931) où il publie notamment de la poésie et des récits de son ami Théo Varlet, le poète et romancier né à Lille.
Il s'installe ensuite à Paris pour continuer à diriger la revue et maison d'édition devenues Mercure Universel. Installé à Montmartre, il développe son magisme poétique décrit par Pierre Geyraud. Il collabore en 1935 à la revue ésotérique Votre Destin de Maryse Choisy. Il collabore également à la Grande Encyclopédie des Sciences occultes publiée en 1937 sous la direction de Dom Néroman. 
Dès 1944, il se consacre à l'étude de matières ésotériques et à la publication de ses fascicules du Thesaurus magiae, encyclopédie du poétisme et des sciences occultes. Une fois retiré dans sa villa Vire-au-vent, avenue Bertie, à Saint-Brevin-les-Pins, il continue la publication de son Thesaurus sapientiae et magiae, réservé à ses amis et adeptes initiés, regroupés au sein d'une Jurande templière de 81 membres, fondée sur les 78 lames du tarot. Il fait partie des personnes consultées par André Breton pour répondre à son questionnaire sur l'art magique publié en 1957.
En 1962, il rédige l'avant propos du livre du Docteur Prosper Azoulay, qu'il considère comme son grand ami (7- ref l'Alphabet sacré - édition de Carthage)

## Œuvres
- Un maître du roman : Sylvain Bonmariage  (préf. J.-H. Rosny aîné), Lille, Mercure de Flandre, 1928.
- (avec Fernand Laplaud), Considérations paradoxales sur la poésie, Lille, Mercure de Flandre, 1929.
- Un peintre d'Eppe-Sauvage : Maurice Dehorne, Lille, Mercure de Flandre, 1929.
- Henry-Louis Dubly et son œuvre, Lille, Mercure de Flandre, 1930.
- Le charme poétique : essai sur la sensualité créatrice, Lille, Mercure de Flandre, 1930.
- Le charme poétique : essai sur le mysticisme et la sensualité, Lille, Mercure de Flandre, 1931.
- Le charme poétique : magisme et folie, Paris, Mercure Universel, 1932.
- Del Marle peintre, Paris, Mercure Universel, 1933.
- Cahiers mensuels de magie et d'occultisme, Paris, Mercure Universel, 1937.
- Les parfums et leurs influences magiques  (ill. par des dessins de Suzanne Kloster), Paris, Éditions des Champs-Élysées, 1942 (réimpr. Omnium Littéraire, 1972; Éditions Savoir pour Être, 1995)
- Thesaurus magiae (1944-1947), (fascicules périodiques à tirage limité; Thesaurus magiae: encyclopédie du poétisme et des sciences occultes, 3 tomes réédités en 1999 aux Éditions Ramuel)
- Le tarot révélé dans son intégralité. Théorie et pratique  (ill. Suzanne Kloster, Del Marle et Marcel Dublanchy), Paris, Dervy, 1949, (limité à 1000 ex. numérotés sans réédition ultérieure par contrat avec l'éditeur)
- Les tarots ou la machine à penser, Paris, in Le Crapouillot, Les sciences occultes, mars 1952.
- Thesaurus sapientiae et magiae, Saint-Brevin-les-Pins, 27 avenue Bertie, chez l'auteur, (fascicules périodiques à tirage numéroté)
- (sous le pseudonyme ENAJ), Arcanum : dictionnaire de la langue sacrée, Bibliologia Éditeur, 1974 (réimpr. Éditions Ramuel, 1995)